# Maubert-Fontaine
Maubert-Fontaine település Franciaországban, Ardennes megyében. Lakosainak száma 1025 fő (2022. január 1.). Maubert-Fontaine Étalle, Éteignières, Flaignes-Havys, Girondelle, Marby, Sévigny-la-Forêt és Taillette községekkel határos.

## Népesség
A település népessége az elmúlt években az alábbi módon változott:
| Lakosok száma | 1065 | 1024 | 916  | 1056 | 1047 | 1042 | 1031 | 1033 | 1031 | 1025 |
|               | 1968 | 1982 | 1990 | 2006 | 2013 | 2015 | 2017 | 2019 | 2020 | 2022 |